# Richard Onslow, 3. Baron Onslow
Richard Onslow, 3. Baron Onslow, KB (* 1713 in London; † 8. Oktober 1776) war ein britischer Adliger und Politiker.

## Leben
Onslow war das einzige Kind des Politikers Thomas Onslow, 2. Baron Onslow, aus dessen Ehe mit Elizabeth Knight. Er besuchte von 1725 bis 1728 das Eton College und studierte ab 1730 am Sidney Sussex College der Universität Cambridge.
1734 wurde er als Abgeordneter für das Borough Guildford in Surrey ins britische House of Commons gewählt. Er hatte dieses Mandat inne, bis er 1740 beim Tod seines Vaters dessen Adelstitel als 3. Baron Onslow und 4. Baronet, of West Clandon, erbte. Er wurde dadurch Mitglied des House of Lords und schied aus dem House of Commons aus. Er wurde auch Nachfolger seines Vaters im Amt des Lord Lieutenant von Surrey und erhielt im selben Jahr auch das Amt des High Steward von Guildford. Beide Ämter hatte er bis zu seinem Tod inne. 1752 wurde er zum Knight Companion des Order of the Bath geschlagen.
Am 16. Mai 1741 heiratete er Mary Ellwill († 1812), die Tochter von Sir Edmund Ellwill, 3. Baronet. Die Ehe blieb kinderlos, weshalb seine Adelstitel bei seinem Tod, 1776, auf seinen Cousin zweiten Grades George Onslow über. Nach seinem Tod wurde Onslow in Merrow beigesetzt.